# Quehue
Quehue é um município da província de La Pampa, na Argentina.